# Маккинли
 Тази статия е за върха.  За националния парк вижте Денали (национален парк).  
Маккинли, на английски: Mount McKinley) – до 2025 г. Дена̀ли (на английски: Denali, ориг. произн. /dɪˈnɑːli/ е най-високият връх в Северна Америка и на територията на Съединените щати. Той е разположен в най-северните части на планината Кордилери, на територията на 49-ия американски щат Аляска. Върхът е висок 6190 m.
Между 1917 и 2015 г. върхът носи името Маккинли, в чест на 25-ия президент на САЩ. От 1 септември 2015 г. американският президент Барак Обама прави официално местното име на върха – Денали, което на езика на местното население атабаски означава „Големия“ или „Високия“. От 25 януари 2025 г. президентът Доналд Тръмп отново връща името Маккинли.
Първото българско изкачване на върха е на 27 юни 1988 г. от Николай Петков, Мариана Масларова, Иван Масларов и Иван Луканов.

## Геология и характеристики
Денали е гранитен плутон, повдигнат от тектонско налягане от субдукцията на Тихоокеанската плоча под Северноамериканската. По същото време седиментният материал над и около планината е отнесен от ерозия. Силите, които са повдигнали Денали, също причиняват много дълбоки земетресения в Аляска и Алеутските острови. Тихоокеанската плоча е сеизмично активна под Денали, тектонски регион, който е познат като „куп Маккинли“.
С височина от 6190 m над морското равнище Денали е най-високият връх в Северна Америка и най-северният връх с височина над 6000 m в света. Планината, измерена от основата си до върха, е сред най-високите, разположени изцяло над морското равнище. Денали се издига от наклонена равнина с височина между 300 и 910 m, а височината му от основата до върха е 5000 – 6000 m. За сравнение, височината от основата до върха на Еверест е между 3700 и 4700 m.
Денали има две основни била: южното е по-високото, докато северното има височина от 5934 m и издаденост от приблизително 387 m. Понякога северното било се счита за отделен връх. То бива рядко изкачвано. Пет големи ледника текат по склоновете на планината, като най-дългият е с дължина 71 km, което го нарежда на първо място по дължина в Аляска. Най-големите ледници са разположени по южния склон.
През 1990 г. е създадена метеорологична станция на височина от 5710 m на Денали. На 1 декември 2003 г. тя докладва температура на въздуха от −59,7 °C. На предния ден температурата е −59,1 °C, която комбината с вятър от около 30 km/h дава усещане за −83,4 °C.

## История
Атабаските, живеещи в басейните на реките Юкон, Танана и Кускокуим, са първите коренни американци с достъп до склоновете на планината. Британският военноморски капитан и изследовател Джордж Ванкувър е първият европеец, който забелязва Денали, когато отбелязва наличието на „далечни изумителни планини“, докато проучва залива Кук на 6 май 1794 г. Руският изследовател Лаврентий Загоскин изследва реките Танана и Кускокуим през 1843 – 1844 г. и вероятно е първият европеец, който вижда върха от другата страна.
Уилям Дики, жител на Сиатъл, който търси злато сред пясъците на река Суситна, през 1897 г. пише, че „несъмнено този връх е най-високият в Северна Америка и оценката е, че е висок над 6100 m“. По това време връх Лоуган в канадската територия Юкон се смята за най-високата точка на континента. Въпреки че е възхваляван за оценката му, Дики признава, че други златотърсачи също са мислили върха за висок над 6100 m.
На 5 ноември 2012 г. Монтеният двор на САЩ издава монета от 25 цента с лика на националния парк Денали. На обратната страна на монетата е изобразен овен на Дал на фона на връх Денали.

### Изкачвания
Първият записан опит за изкачване на Денали е на съдията Джеймс Уикършам през 1903 г. по ледника Питърс от северния склон. Поради повишената опасност от лавини по този маршрут, той не е изкачван успешно до 1963 г.
Изследователят Фредерик Кук твърди, че пръв е изкачил върха през 1906 г. Това твърдение се разглежда с известна доза съмнение отначало, но в същото време е и широко прието. По-късно е доказано като невярно, когато изследователят Брадфорд Уошбърн предоставя важни доказателства относно скицата на Кук, която се оказва, че е правена на по-нисък връх.
През 1910 г. четирима местни жители на района се опитват да изкачат Денали въпреки липсата си на алпинистки опит. Групата прекарва приблизително три месеца в планината. Техният ден за изкачване на върха включва всеки да носи една торба с понички, термос с горещ шоколад и 4-метров смърчов прът. Двама от групата достигат северното бѝло, по-ниското от двете, и горе издигат пръта. Според групата времето, за което изкачват върха, е общо 18 часа. До първото изкачване през 1913 г. твърденията им не се взимат сериозно, отчасти поради грешните твърдения, че са изкачили и двете била.
През 1912 г. експедицията на Паркър-Браун почти успява да изкачи върха, но се оттегля само на няколкостотин метра от целта си поради лошите метеорологични условия. Ден след като слизат от планината, силно земетресение разбива ледника, по който са се изкачили.
Първото изкачване на главния връх на Денали се състои на 7 юни 1913 г. и е проведено от група, водена от Хъдсън Стък и Хари Карстенс. Първият човек, достигнал върха, става Уолтър Харпър, местен жител на Аляска. Той се изкачва по ледника Мълдроу, вече проучен от по-ранните експедиции, който е популярен маршрут и до днес. Експедицията открива, че групата на Паркър-Браун е била само на 61 m по-ниско от истинския връх, когато тръгват назад.
Планината се изкачва редовно в днешно време. През 2003 г. около 58% от всички катерачи достигат върха. Уви, към същата година в планината вече са загинали почти 100 планинари. Обикновено Денали се изкачва за от две до четири седмици. Той е един от Седемте върха – най-високите върхове на континентите.